# Xbox network
Xbox network（前称Xbox Live）是由微軟公司所開發、管理的在线游戏、數位媒体服务平台。該服務最初於2002年11月在Xbox平台上推出，後來延伸至Xbox 360、Xbox One、Xbox Series X/S、Windows Phone和Windows平台。

## 歷史

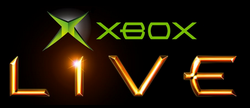
Xbox Live第一代標誌，使用於2002年至2010年

在微軟開發第一代Xbox時，網絡遊戲被設定為Xbox戰略的主要支柱之一。雖然世嘉曾在1999年推出的Dreamcast遊戲機中嘗試推出線上服務（稱為SegaNet和Dreamarena）；然而由於Dreamcast只有附贈撥號數據機，而後來發布的寬頻數據機也沒有得到廣泛的支持，因此也沒有得到廣泛應用。Dreamcast的線上功能雖被譽為創新，但在很大程度上被認為是失敗的。Dreamcast的競爭對手PlayStation 2，最初更沒有內置聯網功能。
微軟希望Xbox不會重蹈Dreamcast的覆轍。微軟知道，激烈在線遊戲需要大量的寬頻網路流量與硬碟空間，因此滿足這些需求對即將推出的新平台是至關重要的。當時的微軟高層史蒂夫·鮑爾默和比爾·蓋茨兩人有著長遠的眼光，明瞭付費下載內容和附件，將吸引眾多新客戶。基於此，第一代Xbox擁有以太網路端口（10/100）可連接至寬頻網路，但不支援撥號上網，其在線服務被設計為只支持寬頻用戶。
當第一代Xbox於2001年11月15日發表後，Xbox Live在2002年之E3中隨即推出。在展會現場，Xbox遊戲機展示一款名為Unreal Championship的遊戲，這款遊戲是第一代Xbox推出的週年主打遊戲之一。微軟宣布50款Xbox Live的遊戲將可在2003年底遊玩。利用寬頻網路，Xbox Live支援在遊戲中顯示“好友列表"、使用單一身份在所有遊戲遊玩（無論遊戲商）及基礎的線上語音交流服務。

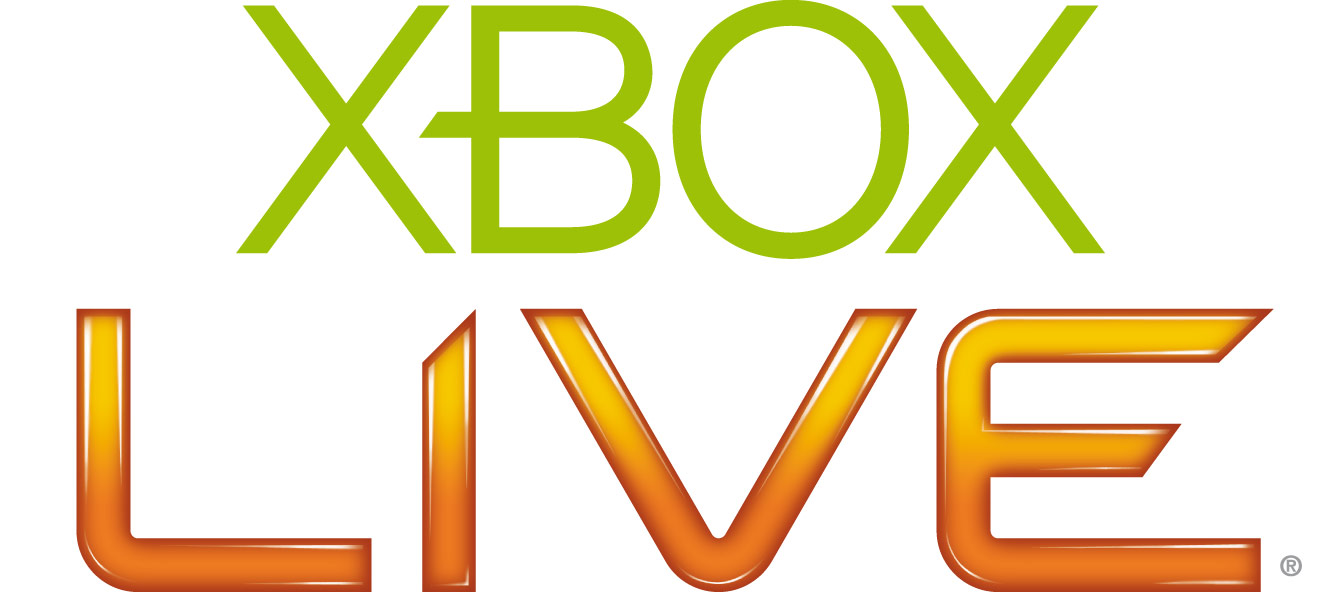
Xbox Live第二代標誌，使用於2005年至2013年

原始Xbox遊戲機上播放的Xbox Live遊戲的包裝功能在Xbox頭下方的商標金條。細胞分裂系列和蠻力留著一個直播“泡沫”的設計，因為它們只精選下載內容。它後來被改變，其中所有的Xbox Live遊戲包括通用金直播吧。通過在Xbox 360時，要求所有頭銜至少提供的Xbox Live的限量表“的意識。”[需要澄清] 2004年7月的Xbox Live已經達到100萬在線用戶。2005年7月，Xbox Live已經達到200萬在線用戶。
2007年11月15日，慶祝微軟的Xbox Live的5週年之際，通過提供其當時超過800萬用戶的免費的《Carcassonne》，獎勵誰曾簽署自成立以來500個免費微軟點數到Live玩家。由於2007年12月至2008年1月間歇性的服務中斷，在一封公開信中，Xbox LIVE總經理馬克·惠頓承諾為所有的Xbox Live用户提供一個免費的Xbox Live Arcade遊戲作為補償。 從的Xbox需求增加360Hi Lisa 購買（新用戶登錄窗口中的Xbox Live的歷史上最大的數）給出了停機的原因。2008年1月18日，微軟宣布《Undertow》將提供免費黃金和免費的會員，通過1月27日作為補償起1月23日的一周。
2009年11月12日，丹尼斯·德金，微軟互動娛樂業務的首席運營官，宣布2009年11月10日，《使命召喚：現代戰爭2》標在Xbox Live上有史以來最繁忙的一天，同時與超過兩百萬的活躍用戶。
2010年2月5日，馬克·惠頓宣布，Xbox Live已經達到2300多萬會員。就在同一天，Xbox Live的Major Nelson，在他的博客，對於原來的Xbox的Xbox Live的支持，將停止上公告2010年4月15日，包括通過在Xbox 360和原來的Xbox遊戲的所有下載內容向後兼容的在線播放。
在2010年8月，微軟宣布以20％增長到Xbox Live金會員在幾個國家的費用，自成立以來的第一次。基本服務也被重新命名。2010年10月前，免費服務被稱為Xbox Live Silver。
它於2011年6月10日宣布，該服務將被完全集成到微軟的Windows 8。
在2011年10月，微軟宣布直播有線電視與各種供應商。

XBox Live第三代標誌，使用於2013年至2021年

在2013年2月，微軟互動娛樂業務副負責人梅迪表示，目前的Xbox Live會員460萬人，較一年前增長15％。
2014年6月，微軟將部分功能改為限Xbox Live金會員才可使用（包括Netflix、Hulu、YouTube、IE 瀏覽器及Skype等）。
在2014年12月25日，雙方的PlayStation網絡和Xbox Live的遭遇網絡中斷的拒絕服務攻擊之後。功能得到恢復12月28日，一些用戶體驗在隨後的日子困難。2015年12月25日，被稱為“幽靈小隊”的組織威脅要破壞通過拒絕服務攻擊，在Xbox Live網絡。
2021年3月，微软宣布Xbox Live被重命名为Xbox network。

## Xbox Live特色

### Xbox Live 免費會員和Xbox Live 金會員
Xbox Live 提供兩種等級的會員服務，即付費的金會員，以及購買 Xbox 360 即可免費加入的免費會員（2010年10月前被稱為銀會員）。Xbox 360新機將附贈1個月的金會員免費試用，一部Xbox 360最多能夠申請3次。台灣用戶也可至超商中購買12個月金會員資格。
| 服務                                                                       | Live 免費會員 | Live 金會員 |
| -------------------------------------------------------------------------- | ------------- | ----------- |
| 下載內容                                                                   | Yes↑          | Yes         |
| 語音聊天                                                                   | Yes           | Yes         |
| 影音聊天                                                                   | No            | Yes         |
| 線上多人遊戲                                                               | No            | Yes         |
| 瀏覽網路 ( Xbox 360 使用 Internet Explorer、Xbox One 使用 Microsoft Edge ) | Yes           | Yes         |
| 線上直播 ( 使用 Twitch )                                                   | No            | Yes         |
| 金會員專屬遊戲 ( Game with Gold )                                          | No            | Yes         |
| ↑新下載內容金會員優先一周                                                  |               |             |

- Xbox 360 新機將附贈 1 個月的金會員免費試用，一部 Xbox 360 最多能申請 3 次。不包含第一代 Xbox 及 Xbox One。
- 連接 Xbox Live 需要有寬頻網際網路連線。

### 玩家設定檔
越来越多的玩家反映与他们在线支付信息密切相关的Xbox Live账号的地区/语言设置无法改变，这使得他们在设定以外的区域时无法从在线市场购买游戏和程序。这个问题也造成了Xbox游戏玩家的流失。

## 適用國家或地區
截至2016年7月16日，Xbox network服務已於上百個國家或地區推出：

Xbox Live 适用区域

| - 阿富汗 - 奥兰群岛（芬兰） - 澳大利亚 - 奥地利 - 比利时 - 巴西 - 加拿大 - 智利 - 哥伦比亚 - 捷克共和国 - 丹麦 - 芬兰 - 法国 - 德国 | - 希臘 - 香港 - 匈牙利 - 印度 - 爱尔兰共和国 - 意大利 - 日本 - 墨西哥 - 荷兰 - 新西兰 - 挪威 - 波兰 | - 葡萄牙 - 俄罗斯 - 新加坡 - 南非 - 南韩 - 西班牙 - 瑞典 - 瑞士 - 台湾 - 英国 - 阿拉伯联合酋长国 - 乌拉圭 - 美国 - 乌兹别克斯坦 - 委内瑞拉 - 瓦努阿图 - 梵蒂冈 - 越南 - 赞比亚 - 津巴布韦 |

## 內含功能

### Xbox Live 賣場/微软电影与电视
2015年前，Xbox Live賣場提供以下內容：
- 遊戲和電影預告片
- 遊戲示範 與 內容下載
- Xbox Live Arcade 的復古與原創遊戲
- 主題 和 玩家圖示
- Xbox Live Arcade

2015年後，Xbox Live賣場與微軟電影與電視合併，所有上述功能不再支持，取而代之該服務改為線上電影與電視片購買商店。

## 外部連結
- （页面存档备份，存于）